# 蕭阿古只
蕭阿古只（しょう あこじ、生没年不詳）は、遼（契丹）の外戚。字は撒本。娘は懐節蕭皇后。

## 経歴
阿古只は回鶻の糯思の五世の孫にあたる。淳欽述律皇后は阿古只の姉にあたり、蕭敵魯は阿古只の同母異父兄にあたる。阿古只は若くして驍勇にたけ弓射を得意とした。弓を射れば甲や楯を貫いてみせた。耶律阿保機が于越であったとき、阿古只は勇材として任使にあてられた。耶律阿保機が即位すると、阿古只は敵魯とともに腹心の部民を総べた。耶律阿保機の弟の耶律剌葛が乱を起こすと、述律皇后は黒山に軍を置き、険阻な地に拠って守りを固めた。耶律阿保機は奚の地を経略していたので、阿古只に命じて百騎を率いて皇后を守らせた。叛乱側の耶律迭里特・耶律滑哥は阿古只の勇略をはばかって、攻めることができなかった。耶律剌葛が北方に逃走すると、阿古只は敵魯とともに楡河に追撃して耶律剌葛の身柄を捕らえた。
神冊元年（916年）、西南夷を征討して功績があった。山西の諸郡県をめぐり、これらを下し、周徳威の軍を破った。神冊3年（918年）、功績により北府宰相に任ぜられ、その職を世襲することとされた。神冊7年（922年）、王郁とともに幽州・鎮州の地を経略し、磁窯鎮を破った。耶律阿保機が西征すると、阿古只は南方の辺境の事務をことごとく委任された。
渤海を攻め、扶余城を破ると、ひとり騎兵五百を率いて、老相の軍三万を撃破した。渤海が平定され、東丹国が立てられると、まもなく郡県が再び叛くようになり、盗賊が蜂起するようになった。阿古只は康黙記とともにこれらを討伐し、向かうところことごとく屈服させた。叛乱側の騎兵七千が鴨緑府から来援すると、叛乱の勢いは大きくなった。阿古只は麾下の精鋭を率いて、叛乱の主力を直撃し、一戦してこれに勝利し、三千あまりを斬首した。軍を進めて回跋城を落とすと、まもなく病没した。
功臣のあいだでは阿古只をたとえて耳と言っていた。
子に蕭安団がおり、官は右皮室詳穏にいたった。

## 伝記資料
- 『遼史』巻73 列伝第3